# Joan Bentsen
Joan Bentsen (født 10. april 1953) er en dansk skuespiller.
Bentsen er uddannet fra Hartman Theater Conservatory.

## Filmografi
- Rami og Julie (1988)
- En soap (2006)

### Tv-serier
- Bamses Julerejse (1996, 1999, 2005)
- 2900 Happiness (2007)